# The Black Mages (album)
The Black Mages è il primo album dei The Black Mages, pubblicato il 19 febbraio 2003 da DigiCube. L'album fu successivamente ristampato da Square Enix Music il 10 maggio 2004.

## Il disco
L'album è interamente strumentale e comprende dieci tracce, tutte temi di battaglia dalla serie Final Fantasy, arrangiati da Tsuyoshi Sekito e Kenichiro Fukui. Nobuo Uematsu partecipa in veste di produttore e suonando l'organo in alcuni brani. All'epoca la band non aveva un batterista, quindi il duo decise di "creare" le parti di batteria con delle programmazioni aggiuntive.

## Accoglienza
L'album fu un grande successo commerciale, classificandosi alla 43ª posizione nella classifica Oricon. Anche la critica ricevette positivamente il progetto, anche se in alcuni casi si criticarono i nuovi arrangiamenti per essere troppo fedeli alle versioni originali, specialmente per Dancing Mad, la quale appare pressoché invariata.

## Tracce
Arrangiamenti di Tsuyoshi Sekito e Kenichiro Fukui.
Musiche di Nobuo Uematsu.
1. Battle Scene (Final Fantasy I) – 4:20
2. Clash on the Big Bridge (Final Fantasy V) – 4:17
3. Force Your Way (Final Fantasy VIII) – 3:51
4. Battle, Scene II (Final Fantasy II) – 3:52
5. The Decisive Battle (Final Fantasy VI) – 4:03
6. Battle Theme (Final Fantasy VI) – 3:22
7. J-E-N-O-V-A (Final Fantasy VII) – 6:09
8. Those Who Fight Further (Final Fantasy VII) – 4:25
9. Dancing Mad (Final Fantasy VI) – 12:05
10. Fight With Seymour (Final Fantasy X) – 5:05

## Formazione
- Kenichiro Fukui – tastiere, sintetizzatori, programmazione, pianoforte (traccia 10)
- Tsuyoshi Sekito – chitarre elettriche, basso, sintetizzatori, programmazione

Ospiti
- Nobuo Uematsu – organo (tracce 2-4, 8-10)